# Нападение на посольство Великобритании в Ирландии (1972)
Нападение на посольство Великобритании в Ирландии, или Сожжение посольства Великобритании в Дублине (англ. Burning of the British Embassy in Dublin) — инцидент, произошедший 2 февраля 1972 года со зданием под номером 39 на Меррион-сквер в Дублине во время демонстрации в ответ на расстрел британскими военными мирной демонстрации ирландцев в Лондондерри 30 января 1972 года.

## Причины
Акция протеста, организованная Ассоциацией за гражданские права в Северной Ирландии из-за противоправных действий британского правительства в Ольстере 30 января 1972 года, закончилась стрельбой, устроенной военнослужащими первого батальона парашютного полка армии Великобритании, в ходе которой погибли 14 мирных демонстрантов.
Вечером того же дня состоялся телефонный разговор между премьер-министрами Великобритании Эдвардом Хитом и Ирландии Джеком Линчем. Во время напряженного разговора Хит обвинил в гибели людей организаторов демонстрации, допустивших к участию в ней членов Ирландской освободительной армии. Вскоре после разговора с ним, Линч обратился к ирландской общественности по телевидению, в котором фактически обвинил правительство Великобритании в поощрении убийств мирных ирландцев.
В понедельник 31 января по всей Ирландии начались акции протеста, сопровождавшиеся массовыми забастовками и бойкотом британских компаний в аэропорту и порту Дублина. В тот же день Министр внутренних дел Великобритании Реджинальд Модлинг, выступая в Палате общин, подтвердил позицию британского правительства, утверждавшего, что, вскоре после своего начала, демонстрация утратила мирный характер, и что действия военных были спровоцированы нападениями со стороны вооружённых участников акции протеста. Последние отрицали наличие у них оружия и выстрелов с их стороны.
Утром во вторник, 1 февраля, уже премьер-министр Хит заявил в Палате общин о начатом расследовании инцидента и судебном разбирательстве под председательством судьи Джона Уиджери. Последний встал на сторону военных британской армии.

## Сожжение посольства
В среду 2 февраля, во второй половине дня в центре Дублина прошёл большой марш протеста, за которым последовал марш протеста в сторону британского посольства. Позднее корреспондент Радио и телевидения Ирландии Том Маккорен подсчитал, что небольшое пространство у здания дипломатической миссии занимали от восьми до десяти тысяч человек; оценки численности участников более ранних маршей варьируются от 20 000 до 100 000 человек. Скопления людей на улице и вблизи посольства затрудняли работу сил безопасности, а затем и пожарных. Протестующие несли чёрные флаги, ирландские триколоры и плакаты, осуждающие британское правительство. Чёрные гробы с надписями «Кровавое воскресенье» и «13» (на момент марша погибшими были 13 человек, ещё один демонстрант скончался от полученных ран позднее) люди пронесли по улице и поставили у дверей дипломатической миссии. Полиция пыталась держать протестующих дальше от здания посольства, но численность полицейских значительно уступала числу участников марша протеста. По сообщениям прессы 30 человек получили ранения, когда стражи порядка атаковали толпу.
К полудню все сотрудники британского посольства были эвакуированы. Около четырёх часов дня в здание дипломатической миссии полетели бомбы с зажигательной смесью, но особого эффекта они не имели. Вечером неизвестный мужчина забрался на соседнее здание, откуда перелез на верхний этаж посольства и поджег его изнутри. В здании начался пожар. Дублинская пожарная команда не смогла добраться до британского посольства, и здание сгорело. По словам корреспондента Томаса Маккорена демонстрация была «выражением гнева» на произвол со стороны британских властей.
В тот же день был разрушен филиал британской страховой компании в Дан-Лэогере, совершено нападение на Клуб Королевских ВВС и несколько британских магазинов по всей стране подверглись вандализму.

## Дальнейшая судьба здания
В 1973 году британское правительство продало руины здания Управлению электроснабжения Ирландии, которое восстановило его после пожара. В 2019 году дома на Меррион-сквер под номерами 39—43 были выставлены на продажу.